# Lorenzo Sebastiani
Lorenzo Sebastiani (L'Aquila, Provincia de L'Aquila, Italia; 28 de septiembre de 1988–L'Aquila, Provincia de L'Aquila, Italia; 6 de abril de 2009) fue un rugbista italiano que jugó para L'Aquila Rugby como pilar.

## Carrera de rugby
Lorenzo Sebastiani nació en L'Aquila, Provincia de L'Aquila, Italia, y se unió al equipo juvenil de L'Aquila Rugby en 2005. En 2005, con el equipo nacional sub-18, terminó tercero en el Campeonato Europeo Juvenil de la FIRA y ganó la categoría del Campeonato Mundial de la División B con el equipo Sub-19.
Debutó en la Serie A el 23 de diciembre de 2007, contra el equipo Borsari Badia.

## Fallecimiento
Sebastiani murió el 6 de abril de 2009, a la edad de 20 años, a consecuencia del derrumbe de la casa donde se hospedaba como huésped de unos amigos, causado por el terremoto de L'Aquila de 2009. Su nombre había sido agregado a la lista de personas desaparecidas. Gracias a un tatuaje, la primera persona que lo reconoció fue un amigo, pero el reconocimiento oficial fue realizado por su hermano.

## Legado y memoria
La Federación Italiana de Rugby nombró a la rama del Centro y Sur de Italia de la Academia Juvenil de Rugby, con sede en Roma, Accademia Zonale Roma Lorenzo Sebastiani en su honor.
El Gimnasio municipal "Lorenzo Sebastiani" de Rocca di Mezzo fue nombrado en su honor.
El torneo conmemorativo anual de rugby "Lorenzo Sebastiani" se lleva a cabo en L'Aquila desde 2011, es un evento benéfico organizado por la asociación Amici di Lorenzo (en español: Amigos de Lorenzo), cuyo presidente es Amerigo Sebastiani, hermano de Lorenzo.
El Parque "Lorenzo Sebastiani" se inauguró en San Donà di Piave, Venecia, en 2013.
Una de las camisetas de Sebastiani, donada por su hermano, se exhibe en el Museo del Rugby en Artena, Roma. L'Aquila Rugby decidió retirar el número 1 para «poder rendir dignamente un homenaje a la memoria de nuestro deportista».

## Vida personal
Sebastiani tenía un hermano llamado Amerigo.